# Описание коронации императора Александра II

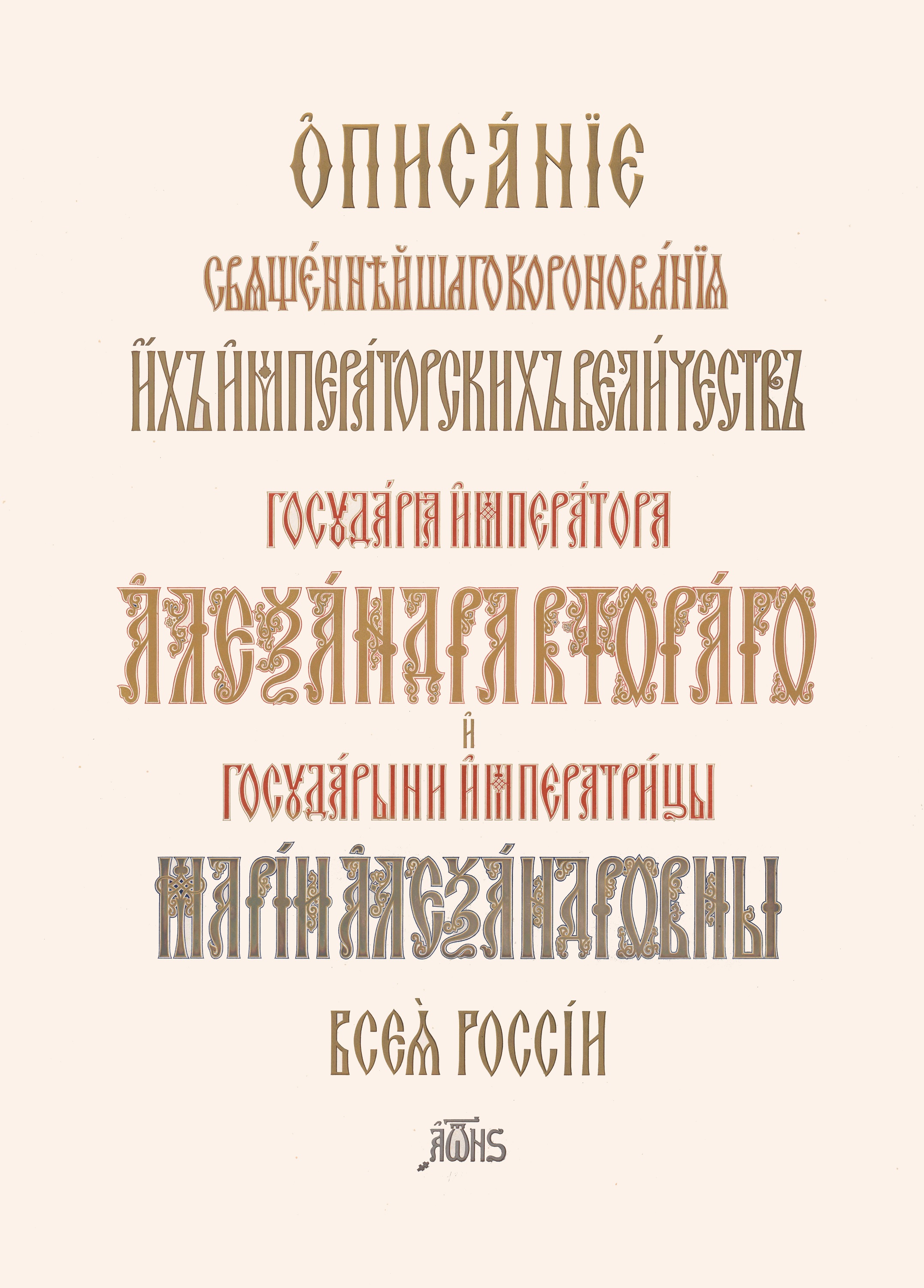
Титульный лист альбома

Коронационный альбом Александра II —  богато декорированный альбом, изданный по случаю коронования императора всероссийского Александра II и императрицы Марии Александровны 26 августа 1856 года. Считается библиографической редкостью. На одном из мировых аукционов был прецедент продажи этой книги за 622336 $. 

## История издания
Церемониальный альбом Александра II был напечатан в  1856 году в Париже по случаю коронования  императора Александра II и государыни императрицы Марии Александровны. Церемония коронации проходила в Успенском Соборе Москвы. Издание вышло на двух языках — русском и французском. Тираж каждого варианта составил 200 экземпляров. 
Подготовка альбома проходила под патронажем вице-президента Императорской Академии Художеств князя Г. Г Гагарина.

## Оформление альбома

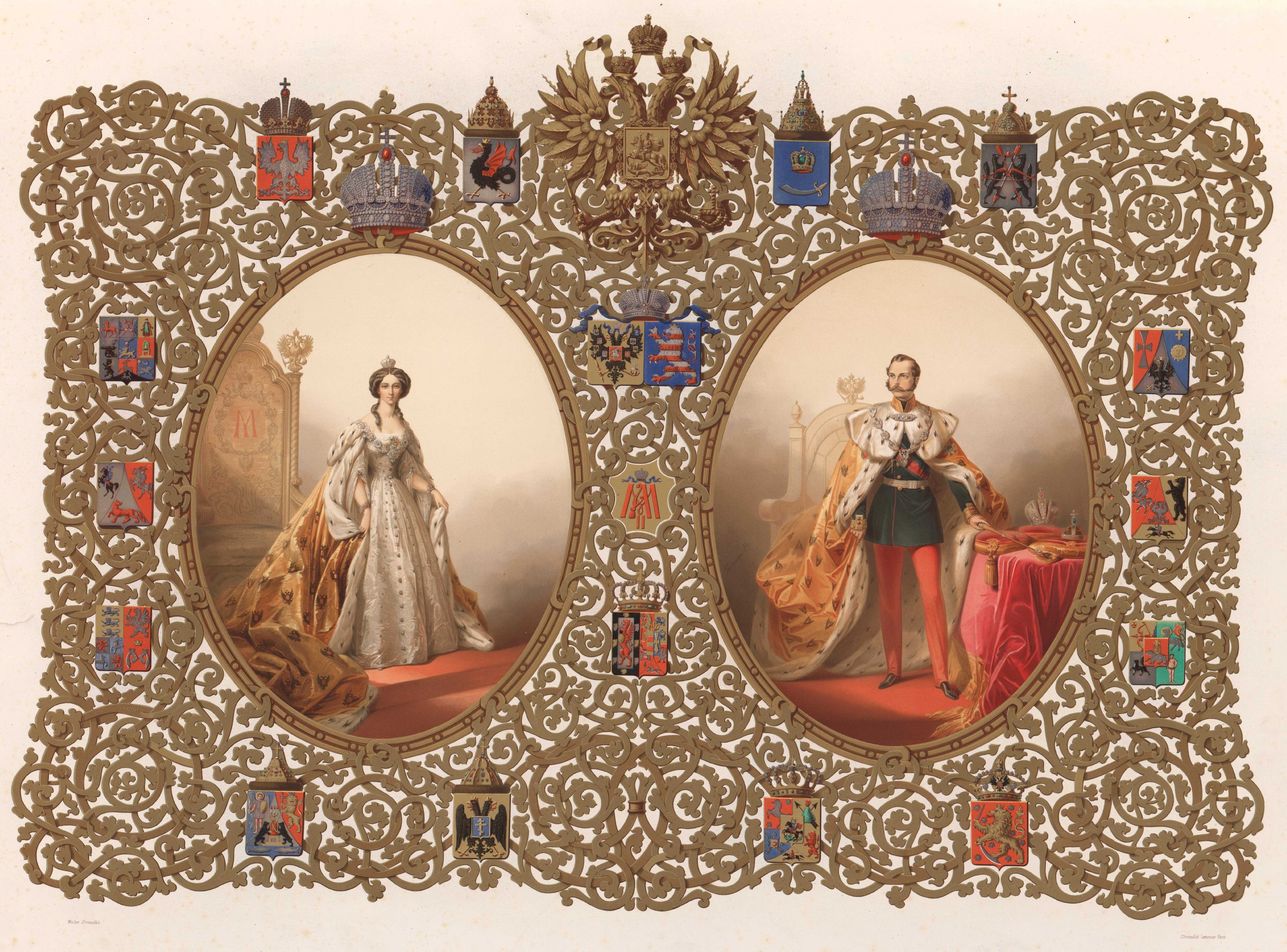
Портреты Их Императорских Величеств (в рамке с гербами губерний империи)

Данный коронационный альбом — одно из самых тяжёлых изданий в России — его вес составил почти 30 кг, а размер — 93х69х11,5 см.
Титульный лист альбома был отпечатан крупной славянской вязью киноварью, а также серебром и золотом. Подписи под хромолитографиями, которые выполнили парижские мастера фирмы «Лемерсье и К», были сделаны на русском и французском языках. Альбом был оформлен богаче всех предшествующих коронационных альбомов. Рисунки в тексте отпечатаны на китайской шелковистой бумаге и наклеены. Предназначался альбом для вручения участникам церемонии — иностранным гостям и высшим сановникам.  На крышке альбома гравировкой и тиснением выполнены императорский вензель, знамёна, гербы и т. п., а по углам крышек — латунные позолоченные накладки с орнаментами. Встречаются экземпляры, накладки для которых были выполнены из серебра. Выполнял их петербургский мастер Карл Бояновский. У обоих тиражей, русского и французского, был общий стиль: цельнокожаный переплет с золотым и серебряным тиснением, тройной золотой обрез, форзацы из декоративной бумаги. 
Оформление каждого конкретного экземпляра зависело от ранга особы, которой предназначался альбом. Встречаются экземпляры, декорированные с помощью тиснения и гравировки по металлу. Альбом украшен государственным гербом и символами власти, вензелем императора Александра II.
В альбоме содержится 52 иллюстрации, часть из которых выполнили придворный живописец венгр Михаил Зичи, следовавший за императорской четой из Петербурга в Москву для осуществления своей задачи (за работу над альбомом он получил звание академика) и уроженец Риги Василий Тимм, известный своей работой в «Русском художественном листке». Были привлечены французские художники: Blanchard, Dumont, Sorieul, Teichel, Lancelot, Bachelier. Над альбомом работали известные литографы: Walter, A. Pisau, Malapeau, Guerard, Ph. Benoist, Adolphe Bayot, Muller, Siroy.
В альбом включили 52 иллюстрации: 19 хромолитографий на отдельных листах и 33 цветные и чёрно-белые литографии в тексте. 

Панорама Москвы. Прибытие Высочайшего поезда. (гравюра Байо по рисунку Башелье)

Одна из литографий — большая панорама Москвы с изображением прибытия императора в Кремль для коронации; её длина составляет 1,7 метра. Специально для этого издания были отлиты особые шрифты: для титульного листа и для текста. Альбом содержит подробное описание всех вошедших в церемонию торжеств и событий, с указанием всех участников — высокопоставленных лиц, камергеров, офицеров, священнослужителей. При совершении миропомазания — кульминации коронации — был произведён колокольный звон и 101 выстрел из пушки. Коронация Александра совершалась по установленному со времен Иоанна IV обычаю, церемониал составлен по образцу церемониала коронования Николая I. Священнодействовали на церемонии митрополит Московский и Коломенский Филарет, митрополиты Санкт-Петербургский Никанор и Литовский Иосиф, 8 архиепископов и епископов и оба протопресвитера с участием всех предстоятелей кремлёвских соборов.

Некоторые цветные иллюстрации из альбома
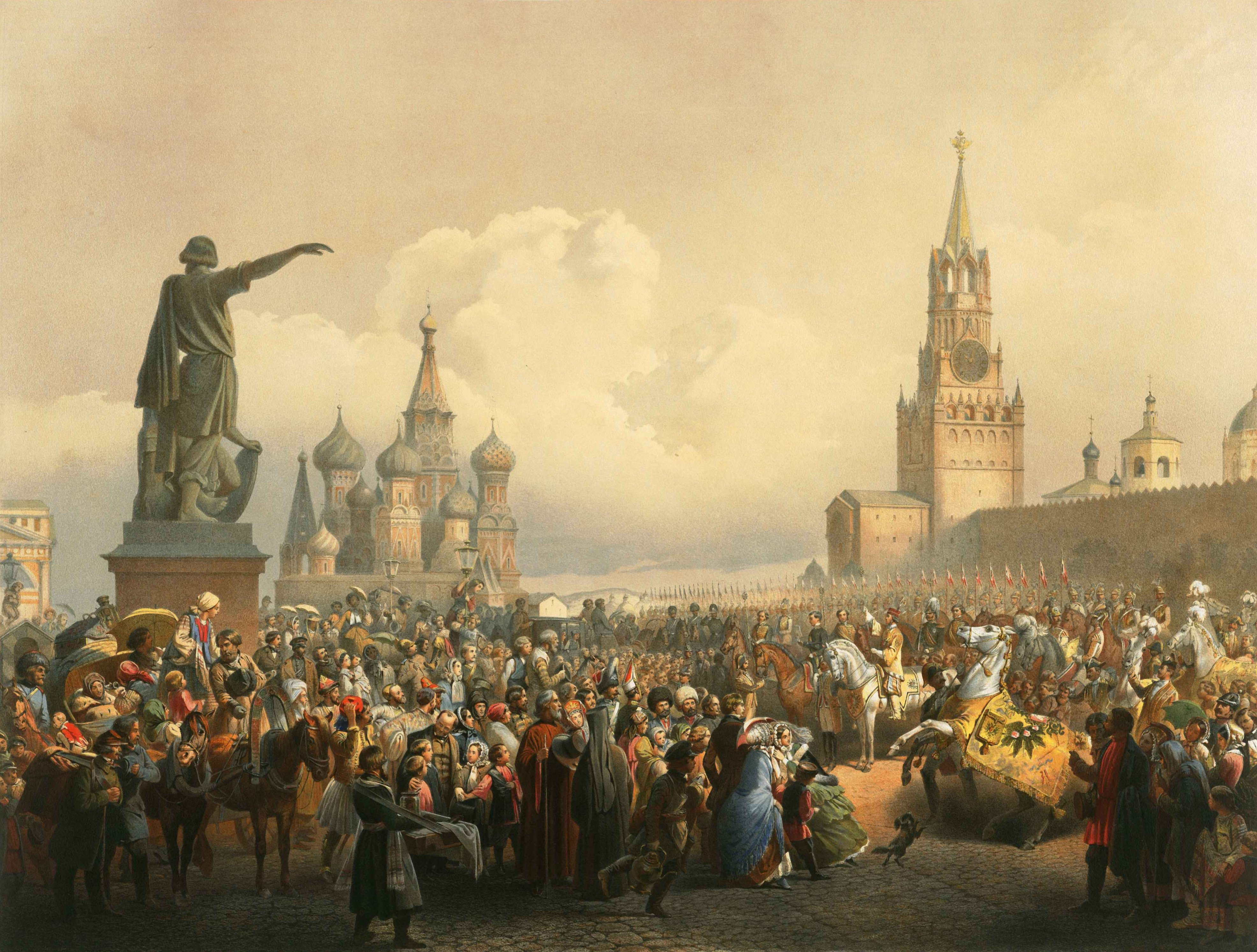
Объявление о дне коронования на Красной площади
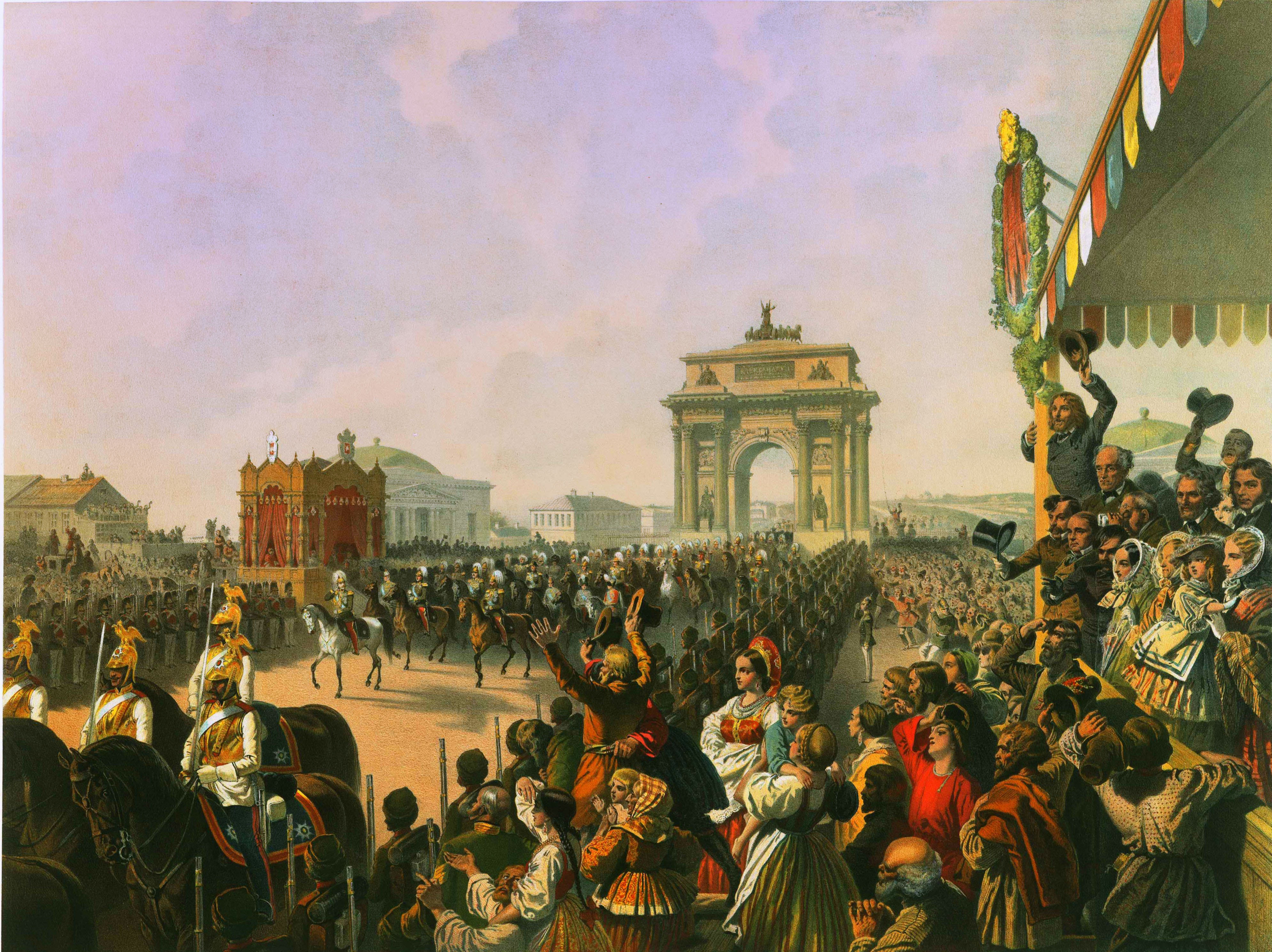
Торжественный въезд Их Величеств в Москву
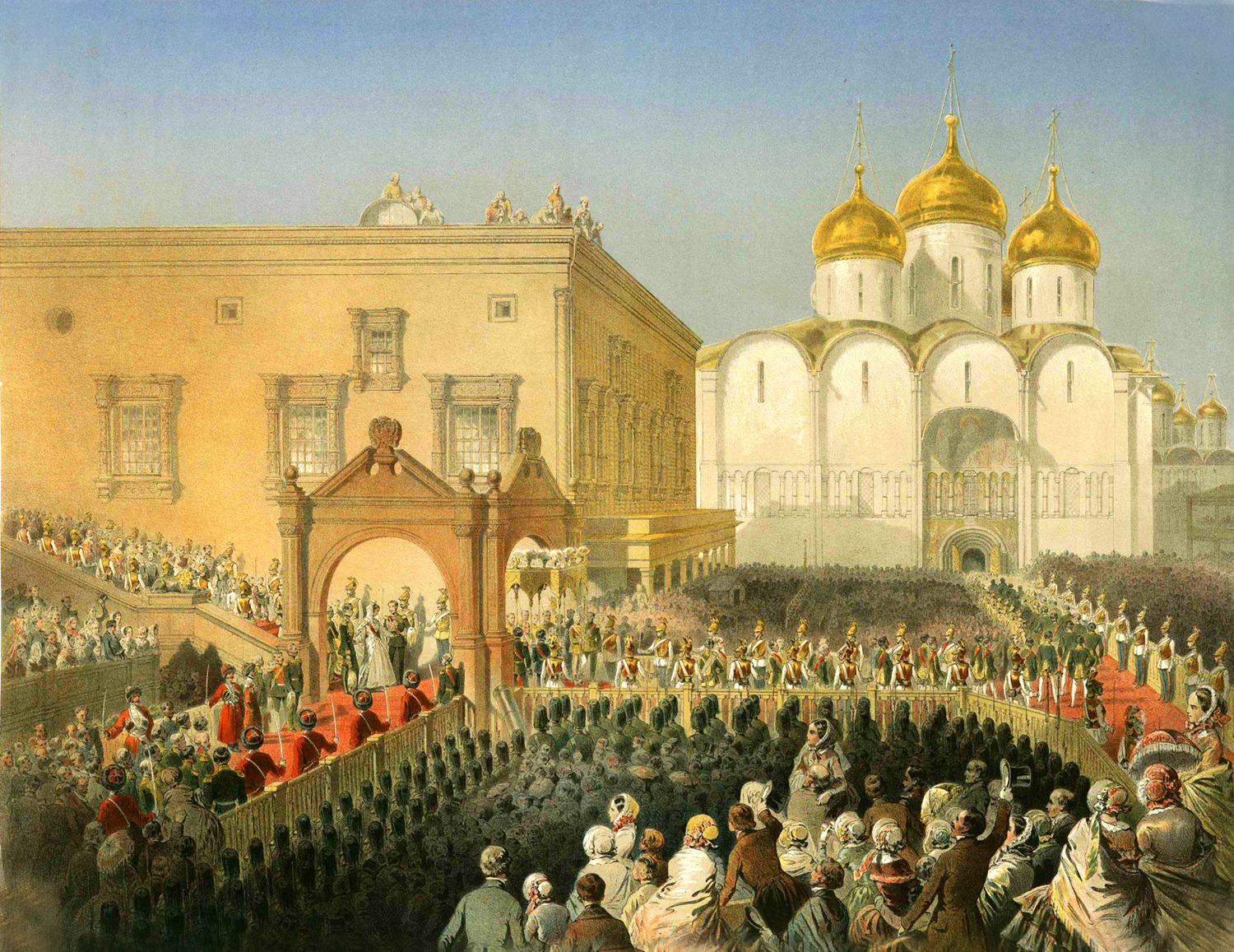
Шествие государыни императрицы Александры Федоровны с Красного крыльца в Успенский собор
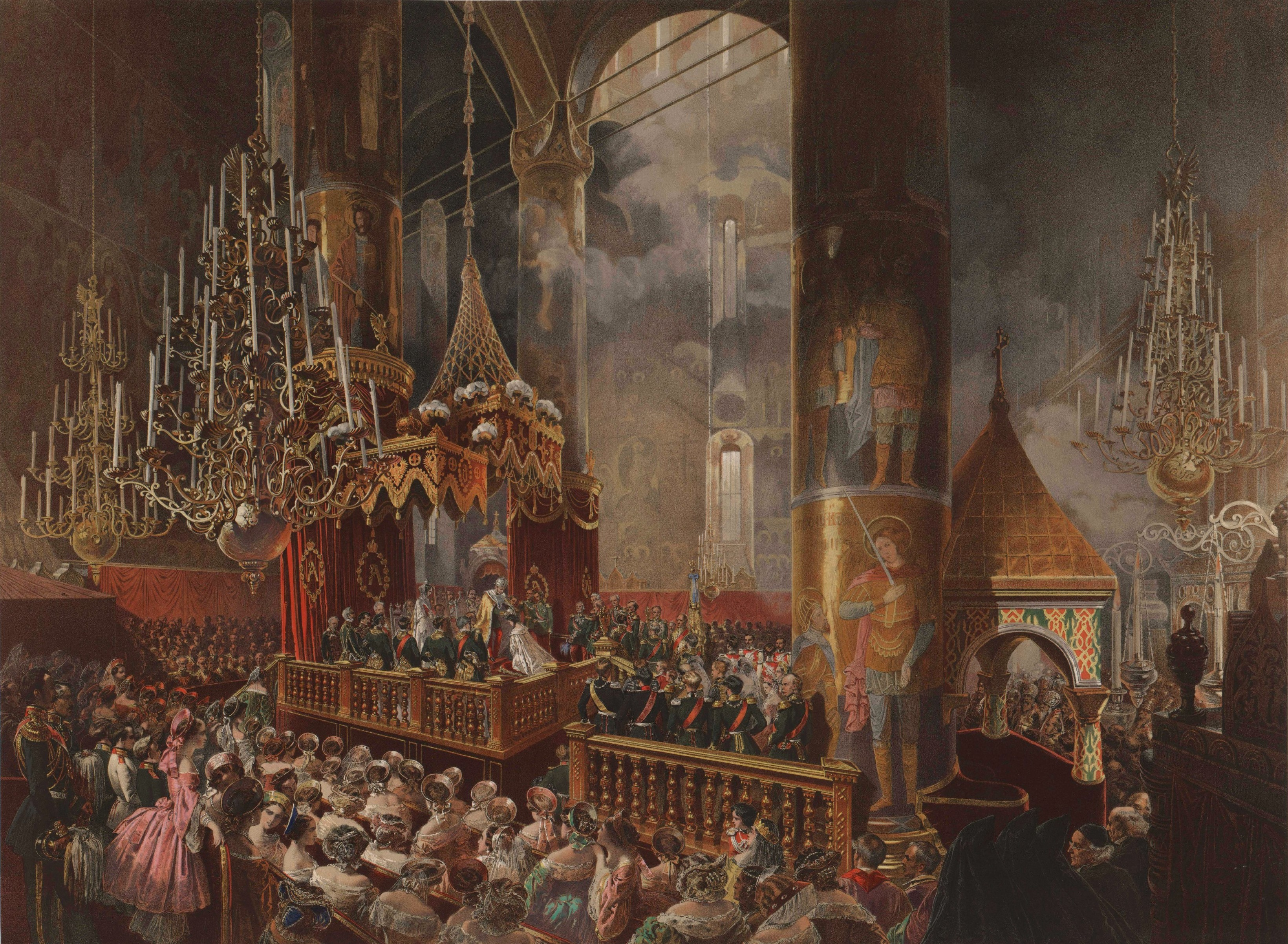
Коронование Государыни Императрицы
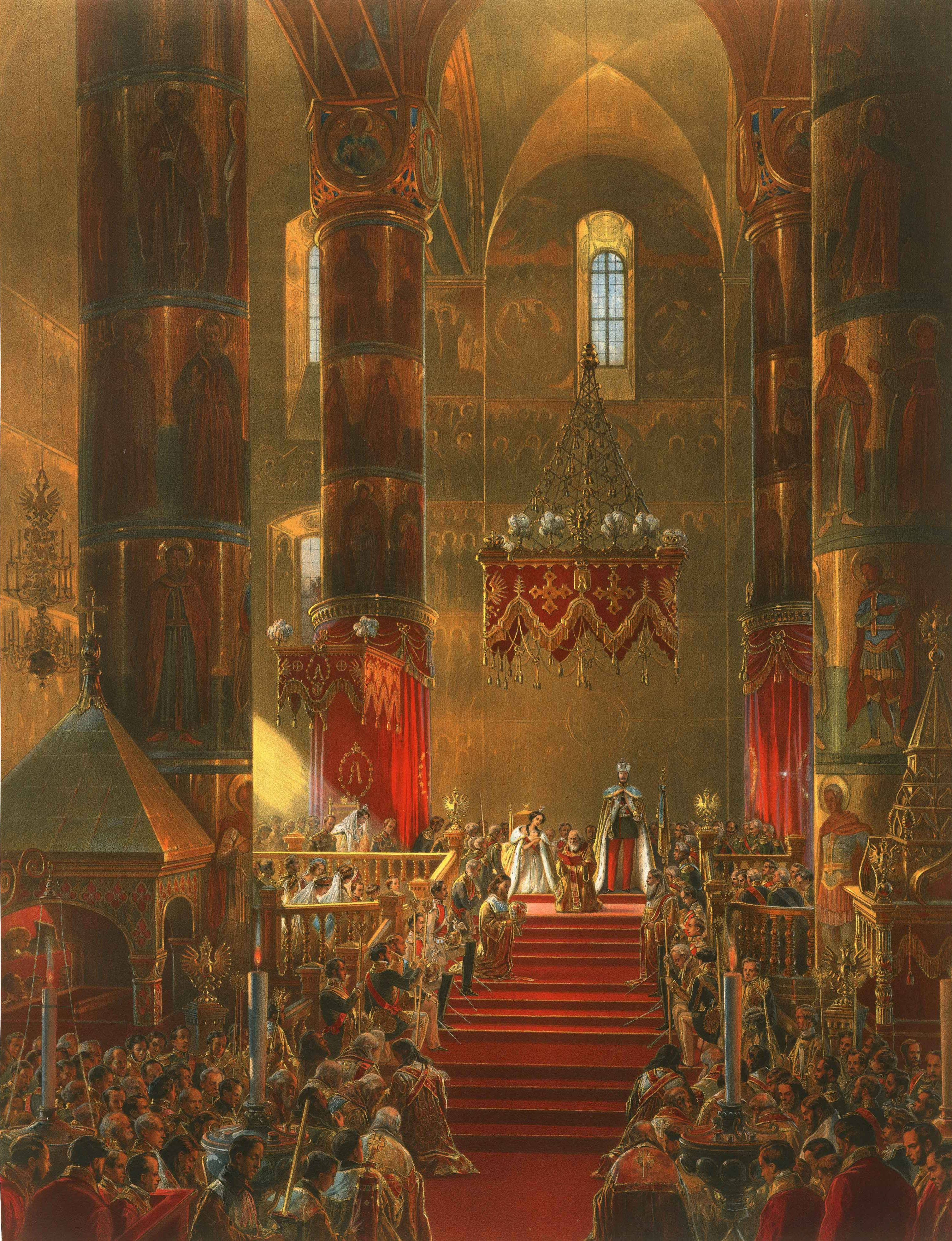
Коленопреклонная молитва митрополита и всех присутствующих при священных обрядах коронования
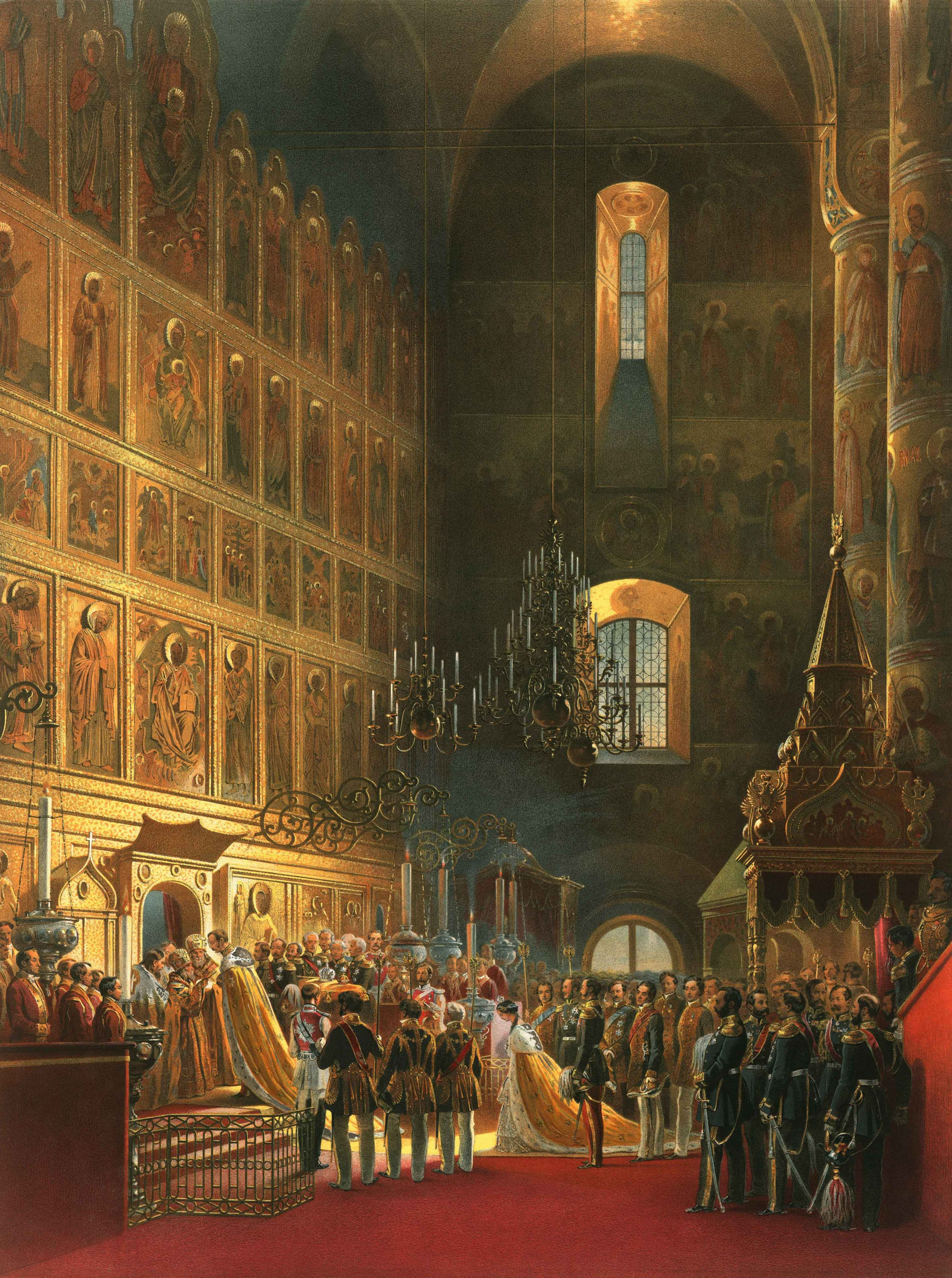
Миропомазание Государя Императора Александра II
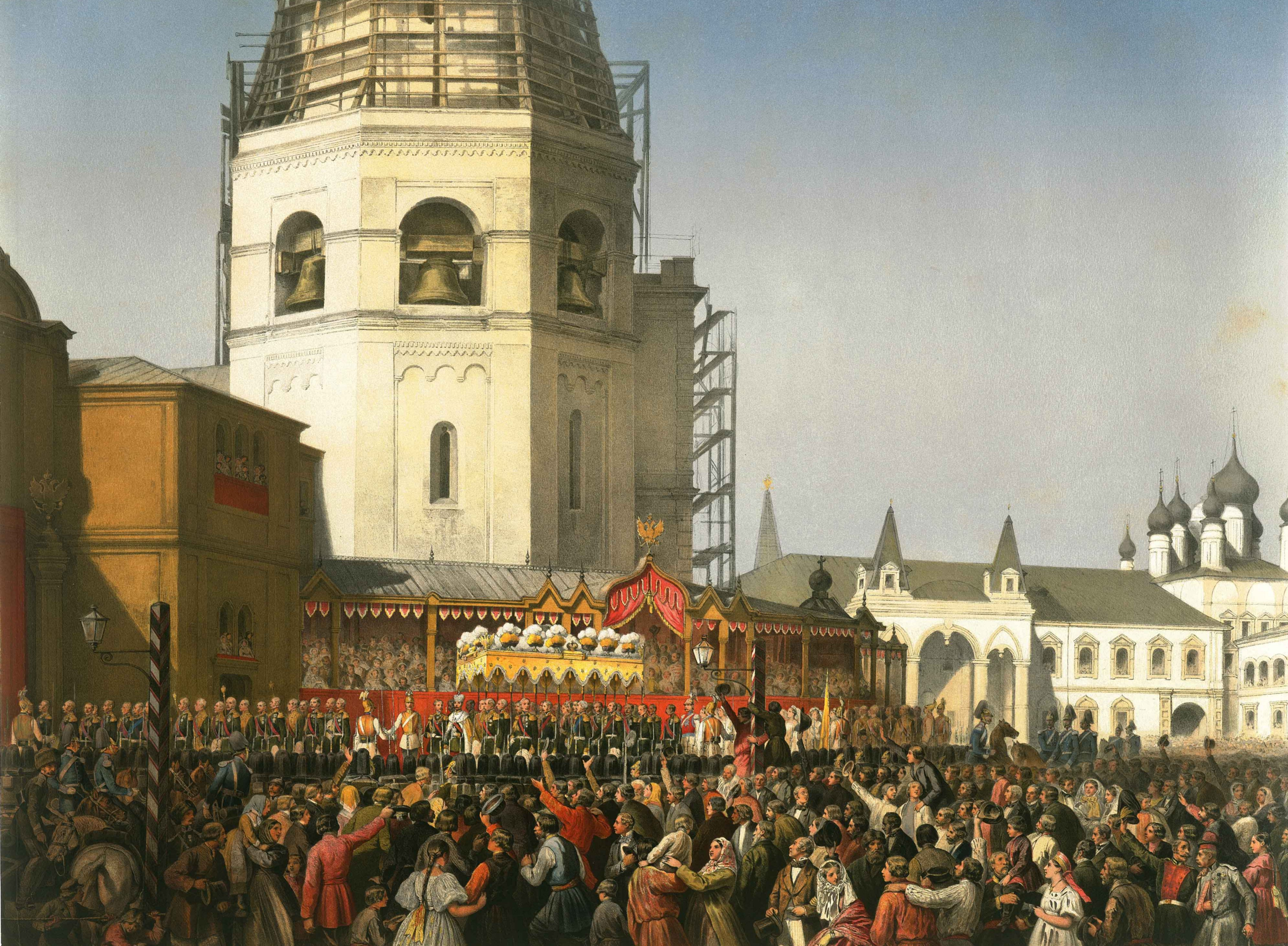
Выход процессии из первой ограды Кремля
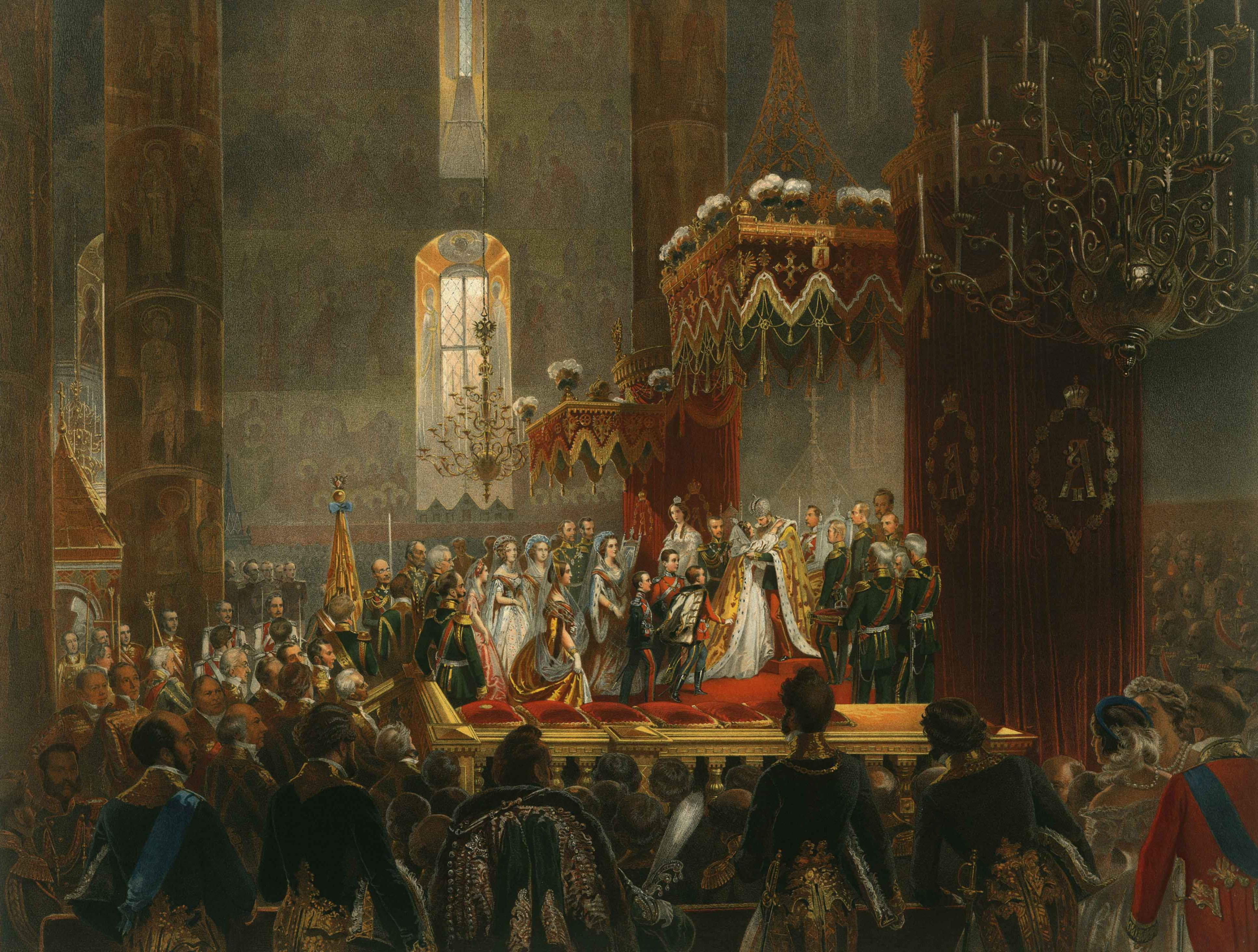
Поздравление, принесенное Его Величеству членами Императорской Фамилии по совершении коронования

## Переиздание
Описание священнейшего коронования их императорских величеств государя императора Александра Второго и государыни императрицы Марии Александровны всея России. — Репринтное издание 1856 г. — СПб.: Альфарет, 2006.